# Adalbert Liebus
Adalbert Liebus (3. června 1876  Lengyeltóti – 1. listopadu 1945 Praha) byl československý paleontolog, geolog, esperantista a legionář.

## Život
Studoval na německé univerzitě v Praze, stal se asistentem profesora Gustava Karla Laubeho, krátce působil v Královském geologickém ústavu ve Vídni a pokračoval na gymnáziu v Praze. V roce 1912 se kvalifikoval na německé univerzitě v Praze. V 1. světové válce sloužil jako nadporučík u 36. pěšího pluku rakousko-uherské armády a poté vstoupil do československých legií v Rusku. Po válce byl v roce 1923 jmenován mimořádným profesorem a v roce 1929 titulárním profesorem paleontologie na německé univerzitě v Praze. Byl externím spolupracovníkem Státního geologického ústavu v Praze.
Zabýval se fosiliemi, zanechal po sobě řadu prací na toto téma. Zpracoval také bibliografii geologicko-paleontologické literatury v českých zemích v letech 1929-1943. Mj. spolu s Leonhardem Franzem prozkoumal fosilie v Dobrkovické jeskyni u Českého Krumlova.
Jako esperantista psal příběhy o pravěku pro noviny československých německých esperantistů Marto.

## Dílo (výběr)
- Geologische Wanderungen in der Umgebung von Prag. Prag: Verlag des Deutschen Vereines zur Verbreitung gemeinnütziger Kenntnisse, 1911. s. 82-134 s., [6] s. obr. příl. Sammlung Gemeinnütziger Vorträge, Nr. 393-395, Juni-Juli-August 1911, Nr. 6-8.
- Beiträge zur Kenntnis der Wirbeltier-fauna des böhmischen Quartärs
- Bibliographia Foraminiferum recentium et fossilium
- Das erste Aufreten des Menschen auf der Erdoberfläche
- Die fossilen Foraminiferen: eine Einführung in die Kenntnis ihrer Gattungen. V Praze: Státní geologický ústav Československé republiky, 1931. 158 s. Knihovna Státního geologického ústavu Československé republiky, sv. 14.
- Die fosilen Wirbeltierreste der palaeolitischen Station in Krumau
- Kritische Uebersicht der Mikrofauna des Burdigals vom Jaklowetz bei Mährisch-Ostrau
- Neue Schildkrötenreste aus den tertiären Süsswassertonen von Preschen bei Bilin in Böhmen
- Zur Altersfrage der Flyschbildungen im nordöstlichen Mähren

### Články psané v esperantu
- Sorto de l' homaro (Marto, 1/1923, p. 2-3, 2/1923, p. 14-16, 3/1923, p. 25-26)
- La pozicio de l'homaro en la naturo (Marto, 1/1929, p. 1-2, 2/1929, p. 10-11)